# Raffaele Aloisio
Raffaele (o Rafaele) Maria Luigi Aloisio (Aiello Calabro, 23 marzo 1811 – Aiello Calabro, 21 maggio 1892) è stato un pittore italiano.

## Biografia
Raffaele nacque nel paese di Aiello Calabro il 23 marzo 1811, dall'artigiano Isidoro Aloisio e da Maria Corchio.
Lavorò in quasi tutta la Provincia di Cosenza lasciando suoi dipinti su molti monumenti.
Morì nella sua abitazione in Aiello, Via San Francesco 4, il 21 maggio 1892. L'atto di morte lo qualificò come "tintore", e la sua figura venne rivalutata solo in tempi recenti.

## Opere
- Madonna del latte (1834; Cosenza, collezione privata);
- Santa Lucia (1836, Duomo di Rossano);
- Madonna con Bambino (1848, Oratorio Confraternita di Maria Santissima di Corigliano Calabro);
- Adorazione dei Magi[2] (1848, Corridoio delle Armi del Castello di Corigliano Calabro);
- Ritratto dell'architetto F. Bartolini (1848, Corigliano Calabro, collezione privata);
- Presentazione di Maria (1848, Castello di Corigliano Calabro);
- Madonna con Bambino (1854, Chiesa di Santa Maria delle Grazie, Aiello Calabro);
- Gloria di San Giuseppe[3] (1856, Santuario di Schiavonea);
- Storie di frà Benedetto (1862-1865, Santuario della Madonna della Catena di Laurignano);
- Santa Chiara (1867, Chiesa di Sant'Omobono a Cosenza);
- Crocifissione (1869, Marzi);
- Ecce Homo (1870, Chiesa di San Francesco di Paola a Castrovillari)
- Giudizio Universale (1871, Chiesa della Santissima Trinità a Castrovillari);
- Santa Teresa (1871, Chiesa della Santissima Trinità di Castrovillari);
- Ritratto di Francesco Falco Arcidiacono della Cattedrale di Rossano (1843, Rossano, collezione privata)
- Ritratto dell'avv. Benedetto Greco (1850, Rossano collezione privata)
- Ritratto di donna Ernesta de Mundo e della figlia Raffaella Greco (1850. Rossano, collezione privata)

Altre opere dell'Aloisio sono alcuni affreschi nelle chiese di San Bernardino e San Nilo a Rossano (1836), affreschi nella Chiesa della Consolazione a Cleto e tele nella Chiesa del Rosario a Paola (1840-1850), pitture murali nella Chiesa dell'Annunziata di Acri (1840-1850), e infine gli affreschi della Chiesa di San Giuliano e di Santa Maria delle Grazie ad Aiello Calabro. Altre opere sono conservate in collezioni private in Aiello.